# Barã Adurma

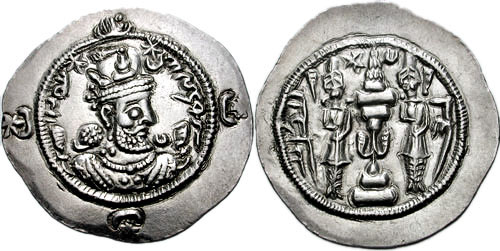
Dracma de r.

Barã ou Varã Adurma (Vahram Adurmah), também chamado Barã i Adarmã (Baram-i Adar-maan; Bahram-i Adhar-mahan) ou Barã i Ma Adar (Bahram-i Mah Adhar), foi nobre sassânida do século VI que desempenhou a função de aspabedes do sul sob Cosroes I (r. 531–579) e Hormisda IV (r. 579–590).

## Vida
Além de seus selos e da menção por Ferdusi, também é lembrado por uma série de epítetos: sob Cosroes era chamado como "chefe de [...] e eunuco", enquanto sob Hormisda como "chefe de [...] e eunuco, azarapates do império". Embora não se saiba a qual família nobre pertenceu, possivelmente não era parta (partave), e sim persa (parsigue). Segundo Ferdusi, eles e os nobres Isdigusnas e Chir Burzém estiveram entre os nobres que auxiliaram Cosroes a escolher seu herdeiro ao trono.
Sob Hormisda, o xá instigou Chir Burzém contra Barã Adurma e mais tarde prendeu-os e executou-os junto com outros nobres por ordens do xá. Segundo Ferdusi, quando estava preso, Barã Adurma enviou uma mensagem para Hormisda informando-lhe que ele deveria beneficiar-se de uma caixa preta deixada por seu pai Cosroes para a posteridade. Nela havia uma mensagem, escrita num pano de seda, onde previa-se a investida dos inimigos dos quatro cantos do império, o cegueira do rei, e sua morte no décimo segundo ano de seu reinado.